# Анархистский блэк-метал
Анархо-блэк метал (также иногда используется сокращение RABM — Red & Anarchist Black Metal, по аналогии с Red & Anarchist Skinheads) — направление блэк-метала, появившееся в середине 2000-х гг. благодаря канадской группе Iskra, и на данный момент становящееся все более популярным. Данный стиль носит идеологический характер — тексты групп, играющих в данном направлении блэк-метала, ориентированы на философские и политические темы: коммунизм, анархизм и анархо-коммунизм, объективизм, экология, общество, атеизм, северная мифология.

## Звучание
Анархо-блэк-метал-группы часто отходят от звучания классического блэк-метала: в основном они играют блэк-метал с влиянием краст-панка (с этого и начиналось развитие стиля), атмосферный блэк-метал с элементами пост-рока (Panopticon), а также блэк-метал с элементами пэган-блэка и викинг-метала.

## Происхождение
Основу для появления анархо-блэка заложили Amebix ещё в 1980-х, внеся в краст-панк элементы трэш-метала и прото-блэка. C выходом дебютного альбома канадской группы Iskra в 2004 году началась история такого стиля, как blackened crust. К тому времени в регионе Каскадных гор (к которому относится и Британская Колумбия — родина Iskra) уже существовало немало групп, игравших атмосферный блэк с текстами, вдохновленными природой этого региона. Благодаря такой тематике текстов некоторые из этих групп легко приняли идеи зеленого анархизма, к тому же сыграла свою роль территориальная близость к месту появления блэкенд-краста. Именно поэтому большинство анархо-блэковых групп — либо из Канады (Британская Колумбия), либо из США (штаты Вашингтон, Орегон, север Калифорнии).

## Представители
- Book of Sand (США)[4]
- Panopticon[5] (США)
- Peregrine[6] (США, анархистский блэк-дэт-метал)
- Sorgsvart[7][8] (Норвегия)
- The Dead Musician[9] (Франция)
- Wolves in the Throne Room[8] (США)

Существуют также группы, в идеологическом плане ориентированные скорее на коммунизм, чем на анархизм — Agony (США), Profecium (Аргентина) — но их общее число невелико.